# Хунхуаган
Хунхуага́н (кит. упр. 红花岗, пиньинь Hónghuāgǎng) — район городского подчинения городского округа Цзуньи провинции Гуйчжоу (КНР).

## История
Во времена империи Мин в 1600 году в этих местах был создан уезд Цзуньи. Во времена империи Цин в 1687 году для администрирования этих мест была создана Цзуньиская управа (遵义府), власти которой разместились в уезде Цзуньи. В 1728 году Цзуньиская управа была переведена в подчинение властям провинции Гуйчжоу. После Синьхайской революции в Китае была проведена реформа структуры административного деления, в ходе которой управы были упразднены, и в 1913 году Цзуньиская управа была расформирована.
После вхождения этих мест в состав КНР в конце 1949 года был создан Специальный район Цзуньи (遵义专区), и уезд Цзуньи вошёл в его состав. В 1950 году урбанизированная часть уезда Цзуньи была выделена в отдельный город Цзуньи (遵义市), но в 1951 году он был расформирован. В 1952 году город Цзуньи был создан вновь, а в 1955 году он был выведен из состава Специального района Цзуньи и подчинён напрямую властям провинции Гуйчжоу.
В 1958 году город Цзуньи перешёл в подчинение властям Специального района; уезд Цзуньи был при этом расформирован, а его территория присоединена к городу Цзуньи. В 1961 году уезд Цзуньи был воссоздан.
В 1970 году Специальный район Цзуньи был переименован в Округ Цзуньи (遵义地区).
Постановлением Госсовета КНР от 10 июня 1997 года были расформированы город Цзуньи и округ Цзуньи, и образован городской округ Цзуньи; территория бывшего города Цзуньи стала районом Хунхуаган в его составе.
Постановлением Госсовета КНР от 26 декабря 2003 года часть земель района Хунхуаган был передана в состав нового района Хуэйчуань.
В 2016 году в состав района была включена часть земель расформированного уезда Цзуньи.

## Административное деление
Район делится на 8 уличных комитетов и 8 посёлков.